# Craugastor evanesco
Craugastor evanesco is een kikker uit de familie Craugastoridae. Deze soort is endemisch in Panama.

## Wetenschappelijke beschrijving
Craugastor evanesco werd in 2010 beschreven door Mason J. Ryan, Jay Mathers Savage, Karen R. Lips en Jacek Tomasz Giermakowski. Het holotype, een volwassen mannetje, werd in 2002 gevangen in het Nationaal Park General de División Omar Torríjos Herrera.

## Voorkomen
Craugastor evanesco komt van nature voor in bosgebieden nabij water aan de Caraïbische Zee van de Cordillera Central in de provincie Coclé in Panama. Het oorspronkelijke verspreidingsgebied liep van El Copé tot aan de Río Indio Arriba en overlapte met dat van de nauw verwante Craugastor rugulosus. In 2004 ging de populatie in El Copé, de locatie van het holotype, sterk achteruit na de uitbraak van de schimmelinfectieziekte chytridiomycose in het gebied en verdween uiteindelijk volledig. Craugastor evanesco wordt sporadisch nog waargenomen in het middelgebergte van de regio Donoso.

## Kenmerken
Craugastor evanesco is een op de grond levende kikker. De soort is nachtactief en houdt zich overdag schuil in de strooisellaag. Mannelijke kikkers zijn circa vijf millimeter lang. Vrouwelijke exemplaren worden iets groter met een lengte van ongeveer 65 millimeter.

## Fokprogramma
In het El Valle Amphibian Conservation Center is een fokprogramma opgezet voor Craugastor evanesco. De oorspronkelijke populatie in het centrum omvatte twaalf kweekparen. In 2016 werd het eerste jong succesvol grootgebracht.